# Alosimus maculicollis
Alosimus maculicollis là một loài bọ cánh cứng trong họ Meloidae. Loài này được Mulsant & Wachanru miêu tả khoa học năm 1853.